# خدار (صنعاء)
خدار هي إحدى قرى الجمهورية اليمنية. تتبع جغرافيا لمحافظة صنعاء وإداريًا لمديرية بلاد الروس. يبلغ تعداد سكانها 1378 نسمة حسب الإحصاء الذي أجري عام 2004.